# Affaire Christelle Blétry
L'affaire Christelle Blétry également nommée affaire Pascal Jardin après que l'auteur de ce crime a été condamné, est une affaire criminelle française dans laquelle Christelle Blétry, 20 ans, a été tuée de 123 coups de couteau à Blanzy en Saône-et-Loire, le 28 décembre 1996 par Pascal Jardin.
Le 2 février 2017, il est condamné à la réclusion criminelle à perpétuité, condamnation confirmée en appel l'année suivante.

## Biographie de la victime
Christelle Blétry, née le 19 novembre 1976 à Saint-Vallier (Saône-et-Loire), est une élève interne au lycée professionnel agricole à Verosvres. Elle veut devenir puéricultrice. Depuis quelque temps, elle se sentait suivie. Cette peur a débuté après avoir rencontré un garçon dans une discothèque près de Blanzy. En effet, ce garçon avait par la suite tenté de la contraindre, sous la menace d'un couteau, de fumer du haschich et d'avoir un rapport sexuel à trois. Christelle effectuait un stage à la maison de quartier où à deux reprises un rôdeur s’est approché de la porte et des fenêtres avant de s'enfuir en escaladant le grillage.

## Les faits
Le soir du 27 décembre 1996, Christelle ne rentre pas chez ses parents après avoir passé la soirée chez des amis à quelques centaines de mètres de là. Ses amis sont formels : elle les a quittés vers minuit avant de repartir à pied vers chez elle. Sur la route qu'elle devait emprunter pour rentrer, elle a d'ailleurs été aperçue par une jeune serveuse qui la connaissait.
Sa mère alerte le lendemain matin le commissariat de police de Montceau-les-Mines, mais sa très vive inquiétude n'est pas prise au sérieux car sa fille est majeure.
Le corps de Christelle Blétry est finalement découvert par le facteur de Blanzy lors de sa tournée du 28 décembre 1996, en contrebas d'un chemin forestier qui conduit à la ferme du lieu-dit de l'étang d'Ocle en direction de Montcenis en sortant de Blanzy. Le corps est allongé sur le bas-côté, face contre terre, lardé de 123 coups de couteau.
Le jeune garçon qui lui avait montré un couteau est la première personne qui intéresse les enquêteurs. Interrogé, il est vite mis hors de cause car il dispose d'un solide alibi.

## L'enquête
Entre 1996 et 2011, l'enquête de la police judiciaire de Dijon cible tour à tour vingt-sept suspects mais sans résultats probants.
En 2014, de nouvelles techniques d'identification des traces ADN trouvées sur les vêtements de Christelle Blétry permettent d'identifier Pascal Jardin, âgé de 57 ans, ouvrier agricole, marié, père de deux enfants, habitant Retjons dans les Landes.
Son empreinte génétique avait été enregistrée au Fichier national automatisé des empreintes génétiques (FNAEG) après sa tentative d'agression sexuelle d’une femme en 2004 en Saône-et-Loire pour laquelle il a été condamné en comparution immédiate à 2 ans de prison dont 18 mois de sursis avec mise à l'épreuve. Après avoir séjourné six mois à la maison d'arrêt de Varennes-le-Grand, il bénéficie alors d'un aménagement de peine et rejoint ensuite les Landes, où il retrouve un autre emploi.
Le 9 septembre 2014, il est interpellé à son domicile sans opposer de résistance et conduit au commissariat de police de Bordeaux, où il avoue être le meurtrier de Christelle et finit par pleurer en demandant pardon à la famille. Quelques semaines après son incarcération, il décide de revenir sur ses aveux indiquant qu'ils lui ont été extorqués par le policier enquêteur. Il donne une nouvelle version des faits : selon lui, c'est la jeune fille qui lui aurait demandé de monter à bord de sa voiture et aurait eu avec lui une relation sexuelle consentie avant de repartir seule à pied. Il se dit complètement étranger au meurtre et explique la découverte de son ADN sur les vêtements de la victime par cette courte relation.

## Les procès

### Premier procès
Pascal Jardin est condamné le 2 février 2017 à l'emprisonnement à perpétuité assortie d'une période de sûreté de 20 ans par la cour d'assises de Saône-et-Loire pour le viol puis le meurtre de Christelle Blétry.

### Procès en appel
Le 3 février 2017, au lendemain du verdict, l'un des deux avocats qui a assuré la défense de Pascal Jardin interjette appel comme son client l'avait annoncé dès sa sortie de la salle d'audience en précisant qu'il n'assurera plus sa défense lors de ce second procès. Le 3 octobre 2018, la condamnation de Pascal Jardin est confirmée en appel par la cour d'assises de la Côte-d'Or.

### Documentaires
- « Affaire Christelle Blétry » le 31 mars 2009 dans Non élucidé sur France 2.
- « Spécial "les disparues de l'A6" » le 9 février 2015 et « en direct L'appel des familles - Les disparues de l'A6 » le 28 septembre dans Crimes sur NRJ 12.
- « Les oubliées de l'A6 » dans Les dossiers Karl Zéro sur RMC Découverte.
- Dans Reportages faits divers en 2017 sur TF1.
- « Le combat de Marie-Rose » dans Faites entrer l'accusé le 18 octobre 2020 sur RMC Story.
- « Elles sont tombées dans un piège sinistre... (4 vraies histoires d'horreur) » sur la chaîne de Squeezie le 14 janvier 2023 sur Youtube.

### Émissions radiophoniques
- « L’affaire Christelle Blétry » le 16 janvier 2017 et « Le procès de Pascal Jardin » le 8 février 2017 dans L'Heure du crime de Jacques Pradel sur RTL.
- « L’Affaire Christelle Blétry ou les "disparues de l'A6" », le 2 novembre 2021, dans Affaires sensibles, de Fabrice Drouelle, sur France Inter.